# The Xenon Codex
Albums de Hawkwind
Live Chronicles
(1986) Space Bandits
(1990)
The Xenon Codex est le quinzième album studio du groupe de space rock britannique Hawkwind. Il est sorti en 1988 sur le label GWR Records.
Les musiciens sont les mêmes que sur le précédent album de Hawkwind, The Chronicle of the Black Sword, mais Danny Thompson Jr. quitte le groupe après la tournée qui suit la sortie de l'album.

## Fiche technique

### Chansons

#### Album original
| 1. | The War I Survived  | Dave Brock, Alan Davey, Roger Neville-Neil | 5:25 |
| 2. | Wastelands of Sleep | Kris Tait, Dave Brock                      | 4:18 |
| 3. | Neon Skyline        | Alan Davey                                 | 2:18 |
| 4. | Lost Chronicles     | Harvey Bainbridge                          | 5:21 |
| 5. | Tides               | Huw Lloyd-Langton                          | 2:54 |

| 6.  | Heads             | Dave Brock, Roger Neville-Neil | 5:04 |
| 7.  | Mutation Zone     | Harvey Bainbridge, Dave Brock  | 3:56 |
| 8.  | E.M.C.            | Harvey Bainbridge              | 4:55 |
| 9.  | Sword of the East | Alan Davey                     | 5:25 |
| 10. | Good Evening      | Hawkwind                       | 4:35 |

#### Rééditions
La réédition remasterisée de l'album parue en 2010 chez Atomhenge inclut cinq chansons supplémentaires.
| 11. | Ejection           | Robert Calvert                 | 4:29 |
| 12. | Motorway City      | Dave Brock                     | 6:47 |
| 13. | Dragons and Fables | Huw Lloyd-Langton              | 3:19 |
| 14. | Heads              | Dave Brock, Roger Neville-Neil | 3:52 |
| 15. | Angels of Death    | Dave Brock                     | 5:36 |

### Musiciens
- Dave Brock : guitare, claviers, chant
- Huw Lloyd-Langton : guitare, chant
- Harvey Bainbridge : claviers, chant
- Alan Davey : basse, chant
- Danny Thompson Jr. : batterie

### Classements et certifications
| Classement                    | Meilleure position |
| ----------------------------- | ------------------ |
| Royaume-Uni (UK Albums Chart) | 79                 |